# Galindo y Perahuy
Pour les articles homonymes, voir Galindo (homonymie).
Galindo y Perahuy est une commune de la province de Salamanque dans la communauté autonome de Castille-et-León en Espagne.